# Олима, Леандро
Леандро Факундо Олима (исп. Leandro Facundo Olima; родился 14 сентября 2008) — аргентинский футболист, вингер клуба «Атлетико Тукуман».

## Клубная карьера
Леандро Олима — воспитанник клуба «Атлетико Тукуман». 16 декабря 2024 года дебютировал за основную команду, выйдя на замену в матче чемпионата Аргентины против клуба «Сентраль Кордова».

## Карьера в сборной
В ноябре 2024 года Олима получил свой первый вызов в сборную Аргентины до 17 лет.